# 米哈尔·热皮克
米哈尔·热皮克（捷克語：Michal Řepík，1988年12月31日—），捷克男子冰球运动员。他曾代表捷克参加2018年和2022年冬季奥林匹克运动会冰球比赛，分别获得第四名和第九名。